# Ett gästabud i pestens tid (opera)

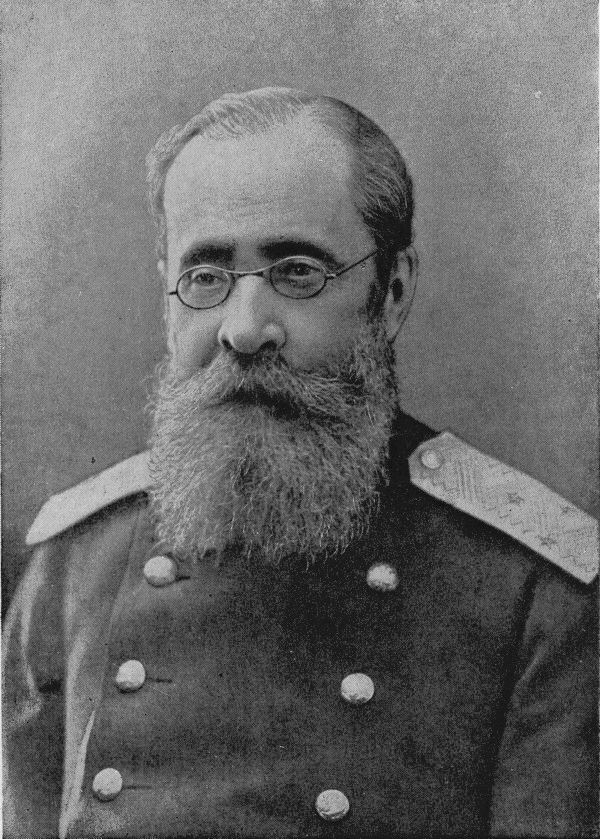
César Cui

Ett gästabud i pestens tid (Пир во время чумы på kyrillska, Pir vo vremja čumy i translitteration) är en opera ("dramatiska scener") i en akt med musik av César Cui komponerad 1900. Librettot togs ordagrant från dikten Ett gästabud i pestens tid, en av fyra Små tragedier av Aleksandr Pusjkin.
Cui komponerade och publicerade textens två sånger ( "Marys sång" och "Walsinghams hymn") separat ett decennium innan operan påbörjades.

## Uppförandehistorik
Operan hade premiär den 11 november 1901 på Noviyteatern i Moskva. Trots att operan aldrig blev ett standardverk sattes den upp på nytt av Tjajkovskijoperan i Perm 1999 som en del av tvåhundraårsjubileet av Pusjkins födelse då alla fyra verken av Små tragedier sattes upp; Aleksandr Dargomyzjskijs Stengästen, Nikolaj Rimskij-Korsakovs Mozart och Salieri, samt Sergej Rachmaninovs Den girige riddaren.
Ett gästabud i pestens tid fick sin amerikanska premiär den 14 oktober 2009 på Little Opera Theatre of New York dirigerad av Philip Shneidman.
En CD-inspelning av operan gavs ut av Chandos 2004 med den ryska statliga symfoniorkestern under ledning av Valery Polyanskij.
Version på engelska spelades in under våren 2020 https://www.youtube.com/watch?v=ew8rURApJss

## Personer
- President (Walsingham): baryton
- En ung man: tenor
- Prästen: bas
- Mary: mezzosopran
- Louisa: sopran
- En svart man: (stum roll)
- Festande män och kvinnor: kör

## Handling
London, 1665.
Mitt under en fest uppmanar en ung man alla att höja en skål för alla vänner som nyligen dött av pest. Men Walsingham hindrar dem och ber om en tyst minut i stället. Sedan ber han Mary att sjunga någonting sorgset innan festligheterna upptas på nytt. Han blir rörd av sången men Louisa anser att Mary leker med hans känslor.
Louisas cyniska kommentar avbryts av ljudet av en passerande likkärra. Hon svimmar. När hon kommer till sans vill hon veta om hon drömde allting. Den unge mannen försöker muntra upp henne och ber Walsingham att sjunga något till pestens ära.
När Walsingham slutat sin sång kommer prästen in och bannar sällskapet för att vanhedra de döda varpå han ber dem att gå. När prästen försöker banna Walsingham genom att nämna den senares nyligen avlidna moder och hustru, skickar Walsingham iväg prästen och förlorar sig i tankar. Festsällskapet återvänder till middagen, stundtals avbrutna av det avlägsna ljudet av begravningsprocessionen.

### Allmänna källor
- Babalowa, Maria.  "Fünf Vögel in einem Käfig," Opernwelt, Juni 1999, pp. 20–21. (Concerning the revival in Perm.)
- Bernandt, G.B. Словарь опер впервые поставленных или изданных в дореволюционной России и в СССР, 1736-1959 [Dictionary of Operas First Performed or Published in Pre-Revolutionary Russia and in the USSR, 1836-1959] (Москва: Советский композитор, 1962), pp. 227.
- Isaakian, Georgii. "Русское Кольцо" ["A Russian Ring"], Музыкальная академия, 1999, no. 2, pp. 22–30. (Concerning the revival in Perm.)
- Cui, César. Пир во время чумы: драматические сцены А.С. Пушкина [Feast in Time of Plague: dramatic scenes by A.S. Pushkin]. Clavierauszug. Leipzig: Mitrofan Belyayev, 1901.
- Nazarov, A.F. Цезарь Антонович Кюи (Cesar Antonovich Cui) (Moskva: Muzyka, 1989).